# Antoni Tyczyński
Antoni Tyczyński (ur. 13 czerwca 1856 w Krzemienicy, zm. 15 kwietnia 1925 w Leżajsku) – polski duchowny rzymskokatolicki, dziekan łańcucki, wicedziekan leżajski, działacz społeczny, oświatowy i gospodarczy.

## Życiorys
Urodził się 13 czerwca 1856 w Krzemienicy, jako syn Jana, karbowego w majątku w Krzemienicy, i Marianny z d. Piżuk. Szkołę powszechną ukończył w Łańcucie, gimnazjum w Rzeszowie. W 1876 podjął studia na wydziale prawa Uniwersytetu Jagiellońskiego w Krakowie. Po roku zrezygnował i wstąpił do Wyższego Seminarium Duchownego w Przemyślu. W 1881 roku otrzymał święcenia kapłańskie. 
W latach 1881–1886 był wikariuszem w parafii Rzeszów-Fara. W 1886 został proboszczem w parafii Albigowa. We wsi była wówczas szkoła 1-klasowa, którą w 1887 umieścił w nowym budynku jako szkołę 2-klasową dla 108 uczniów, w 1904 przekształcił ją w szkołę 4-klasową dla 316 uczniów. W 1891 założył Kółko Rolnicze zostając jego prezesem, ochronkę dla dzieci, które można było w niej pozostawić na okres np. wzmożonych prac polowych oraz Czytelnię Towarzystwa Wiedzy Rolniczej. 
W latach 1895–1897 zbudował nowy murowany kościół według projektu arch. Sławomira Odrzywolskiego. W 1898 uruchomił Szkołę Koszykarską dla 10 uczniów. W 1899 dzięki pożyczce otrzymanej we Lwowie udało mu się zwiększyć liczbę uczniów do 50 osób oraz wybudować dla szkoły nowy budynek. Wyroby koszykarskie były nagradzane złotymi medalami na wystawach w Łańcucie w 1904, na wystawie kościelnej w 1909 oraz na wystawie w Pradze w 1913. 
W 1897 został przez władze kościelne odznaczony godnością Exposito cononicordi. W 1900 dzięki poparciu posła na Sejm Krajowy Bolesława Żardeckiego przeniósł do Albigowej utworzoną w 1898 w Gorliczynie Szkołę Gospodyń Wiejskich, w której pod okiem zawodowej szwaczki funkcjonowała między innymi pracownia ludowych strojów kobiecych. W 1901 powołał do życia Kasę Oszczędnościowo-Pożyczkową zorganizowaną na wzór Kas Stefczyka. W 1902 na własny koszt wystawił budynek mleczarni wyposażony bezpłatnie w maszyny do przerobu mleka przez Galicyjskie Towarzystwo Gospodarcze. W 1904 utworzył Spółkę Drenarską, następnie otworzył przytułek dla bezdomnych. W 1906 na przysiółku Honie „na Krzyżyku” zainicjował budowę fabrykę drenów, dachówek i cegły, aby obniżyć koszty drenowania pół w Albigowej. W 1906 otrzymał przywilej noszenia Rokiety i Mantoletu. W 1911 doprowadził do otwarcia sklepu Kółka Rolniczego, który nie tylko handlował produktami spożywczymi, ale również nasionami, maszynami, środkami do ochrony roślin, jak również stanowił rodzaj wiejskiego klubu, gdzie można było się spotkać i podyskutować. Otwarcie sklepu było jedną z ostatnich jego inicjatyw w Albigowej. 
W grudniu 1912 został prepozytem parafii św. Trójcy w Leżajsku. W 1916 podjął się misji założenia ochronki wraz z placówką opiekuńczo-wychowawczą. Do poprowadzenia placówki wystarał się o siostry zakonne ze Zgromadzenia Sióstr Służebniczek NMP NP ze Starej Wsi. Dla sióstr i ich misji zapisał w swoim testamencie kamienicę wraz z ogrodem niestety z obciążoną hipoteką, której przed śmiercią nie zdążył oddłużyć. Zmarł 15 kwietnia 1925 w Leżajsku. Pochowany na cmentarzu komunalnym w Leżajsku (sektor ST3-II-32).

## Ordery i odznaczenia
- Order Franciszka Józefa (Austro-Węgry, 1911)[5]
- Krzyż Oficerski Orderu Odrodzenia Polski (pośmiertnie, 28 kwietnia 1926)[6]

## Upamiętnienie
W 1927 Szkole Powszechnej w Albigowej nadano imię ks. Antoniego Tyczyńskiego, przywrócone powtórnie w 1998, co połączono z odsłonięciem tablicy pamiątkowej. Tablica pamiątkowa znajduje się również przy wejściu głównym kościoła parafialnego w Albigowej, a na cmentarzu w Leżajsku w 2000 nad grobem kapłana pojawił się nowy pomnik ufundowany wspólnymi siłami przez parafian Albigowej i Leżajska.